# Vesles-et-Caumont
Vesles-et-Caumont är en kommun i departementet Aisne i regionen Hauts-de-France i norra Frankrike. Kommunen ligger  i kantonen Marle som ligger i arrondissementet Laon. År 2022 hade Vesles-et-Caumont 243 invånare.

## Befolkningsutveckling
Antalet invånare i kommunen Vesles-et-Caumont
Referens: INSEE